# Pedrera del Mas de l'Espasa
La Pedrera del Mas de l'Espasa és un conjunt de Calafell (Baix Penedès) protegit com a Bé Cultural d'Interès Local.

## Descripció
Es tracta d'un conjunt format per una pedrera i barraca de pedra seca. La pedrera està ubicada al costat nord-est d'un turó format per un roca calcària fossilifera, amb foraminifers, principalment del grup dels "nummulítids", i altres organismes com algues i fragments de mol·luscs. Es tracta d'una biomicrítica molt porosa, mineralògicament formada gairebé exclusivament per calcita microcistal·lina (micrita). Pel que fa a la seva formació pertany a l'era terciària o temps cenozoics. El front d'explotació de la pedrera és situat al costat oest, té una alçada de 10 m aproximadament. A les parets del front s'observen les faixes horitzontals que corresponen als blocs extrets i, com a mínim al costat sud de l'entrada de la pedrera, alguns dels solcs realitzats per a l'extracció dels blocs. L'interior de la pedrera és plena de vegetació.